# George Kuchar
George Kuchar (31. srpna 1942 New York City, New York, USA – 6. září 2011 San Francisco, Kalifornie, USA) byl americký filmový režisér a herec.
V roce 1960 dokončil školu School of Industrial Art. Na svých filmech často spolupracoval se svým bratrem Mikem Kucharem. Počátkem sedmdesátých let se přestěhoval do San Francisca, kde v letech 1971–2011 vyučoval na škole San Francisco Art Institute.
Zemřel týden po svých 69. narozeninách na karcinom prostaty.